# Тре-Чиме-ди-Лаваредо
Тре-Чиме-ди-Лаваредо, Драй-Циннен (итал. Tre Cime di Lavaredo, нем. Drei Zinnen, букв. «Три зубца») — горный массив в Сестенских Доломитах. В настоящее время находится на границе между итальянскими провинциями Беллуно на юге и Больцано на севере, а до конца Первой мировой войны по нему проходила граница между Италией и Австро-Венгрией, поэтому все заметные географические элементы рельефа имеют два названия — итальянское и немецкое.
Наивысшей точкой массива является Чима-Гранде (Гросе-Цинне) высотой 2999 м над уровнем моря (нум) (нем. Große Zinne, итал. Cima Grande). Она находится между двумя другими главными пиками — Чима-Овест (Вестлихен-Цинне) (нем. Westlichen Zinne, итал. Cima Ovest, 2973 м нум) и Чима-Пиккола (Клайнен-Цинне) (нем. Kleinen Zinne, итал. Cima Piccola, 2857 м нум). Помимо этих заметных каменных колонн в массиве выделяют и меньшие вершины, имеющие собственные названия, среди которых Пунта-ди-Фрида (итал. Punta di Frida, 2 792 м нум) и Торре-Пройс (нем. Preußturm (быв. нем. Kleinste Zinne), Чима-Пикколиссима (итал. Cima Piccolissima), 2700 м нум).
Со времён первого восхождения на Чима-Гранде в 1869 году трио является одним из самых популярных мест в Альпах для альпинистов. На его вершины проложены многочисленные маршруты восхождения различных категорий сложности. Как наиболее подходящий объект для совершенствования спортивного мастерства в скалолазании они сыграли важную роль в истории развития этого вида спорта. Кроме этого, из-за лёгкой транспортной доступности массив является привлекательным объектом для массового туризма. Вид его обрывистых северных стен считается визитной карточкой Доломит. Во время Горной войны (1915-1918) массив и его окружение являлся частью линии фронта между Италией и Австро-Венгрией.

## География
Три Цинне поднимаются на южной оконечности широкого плато Цинне с Длинной горной (нем. Langen Alm итал. La Grava Longa), альпийским высокогорьем высотой от 2200—2400 м нум, которое здесь образует завершения долины Риенцы (итал. Valle della Rienza). Там расположены три маленькие горные озера Цинне. Эта территория на север от гор принадлежит сообществу Доббьяко в Южном Тироле и природном парке Три Зубца (до 2010 года — природный парк Сестенские Доломиты), который с 2009 года включен в Мирового наследия ЮНЕСКО (в составе Доломитовых Альп).
Кряж Цинне, вытянутый с запада на восток, образует границу сообщества Ауронцо-ди-Кадоре в провинции Беллуно и одновременно языковую границу между немецким и итальянским языками. В северо-восточном направлении этот кряж далее ведет к седловине Лаваредо (нем. Paternsattel, итал. Forcella Lavaredo) высотой 2454 м нум, где он поворачивает на север до гор Пассапорто (нем. Passportenkopf, итал. Croda di Passaporto, 2719 м нум) и Паттерн (нем. Paternkofel, итал. Monte Paterno, 2744 м нум). На западе через седловину Кол ди Меццо (2254 м нум) кряж доходит до горы д’Аргена (2252 м нум).
На северо-запад Три Зубца присоединяется через седловину Кол ди Меццо к плато Плано ди Лонгерес над Валле-ди-Римбианко, боковой долины к долине Риенци. Прямо на юг от Западной Цинны седловина ди Лонгерес (2235 м нум) отделяет Плано ди Лонгерес от долины Лаваредо, боковой долины к долине Пьява. На юг лежит горная группа Кадини.
Через седловину Паттерн как самую низкую точку (2454 м нум) расположена вершина Цвёльферкофель, ближайшая высшее за Большую Цинне. Поэтому относительная высота Большого Цинне составляет 545 м, а изоляция — 4,25 км.
Кортина-д'Ампеццо, расположенный в 17 на юго-запад, является крупнейшим городом в окружении гор. Другие достаточно крупные поселения — Доббьяко 13 км на северо-запад и Сан-Кандидо в 12 км на север.

## Приюты

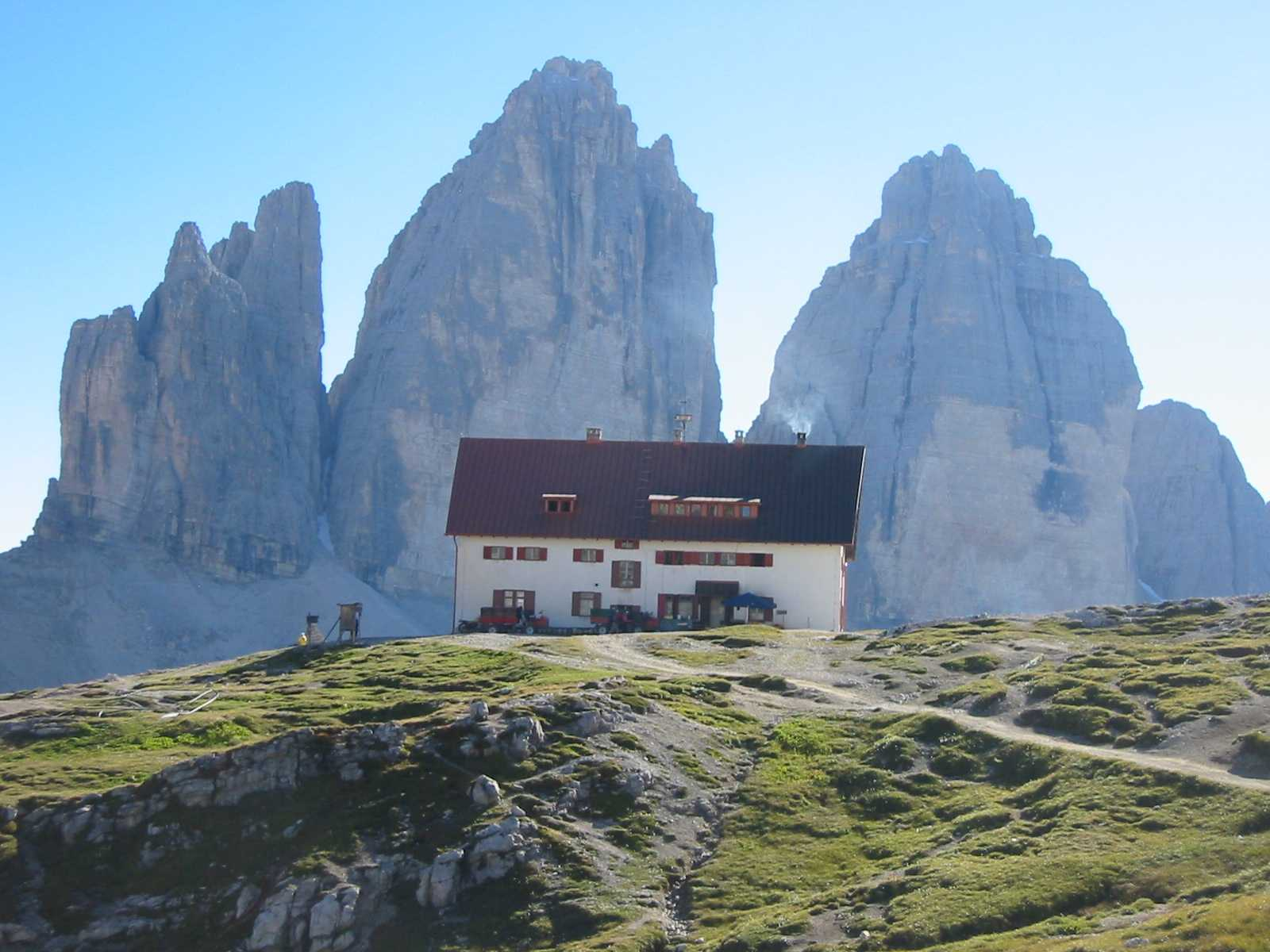
Убежище Три Цинне на фоне Трех Цинне

Легче всего доступен пристанище вблизи Трех Цинне есть приют Ауронцо (итал. Rifugio Auronzo, 2320 м нум) Итальянского альпийского клуба (итал. Club Alpino Italiano, CAI). Он расположен на юг в непосредственной близости к массиву над седловиной ди Лонгерес и доступен из расположенного на юго-запад гостиницы Мизурина, что принадлежит Ауронцо, по асфальтированной платной дороге или с востока по горной тропе из долины Лаваредо.
В одном километре на восток от убежища Ауронцо по широкой дороге, на юго-восточном подножии расположен частный приют Лаваредо (итал. Rifugio di Lavaredo, 2325 м нум).
На северо-запад от Трех Зубцов лежит летний фермерский дом «Долгая долина» (2296 м нум), к которому ведут тропы из убежища Ауронцо через седловину Кол ди Меццо и с севера из долины Риенцы.
Убежище Три Цинне, который принадлежит CAI и расположен на высоте 2438 м нум на северо-восток от Трех Зубцов, удаленный от массива на 1 км, но он известен видом на северные стены Трех Зубцов. До него можно добраться тропою от прибежища Ауронцо через седловину Патернсаттель. Другие подъемы до этого прибежища ведут с Сесто с востока и с севера, с поселка Ландро через долину Риенци и с востока через Длинную горную.

## Вершины

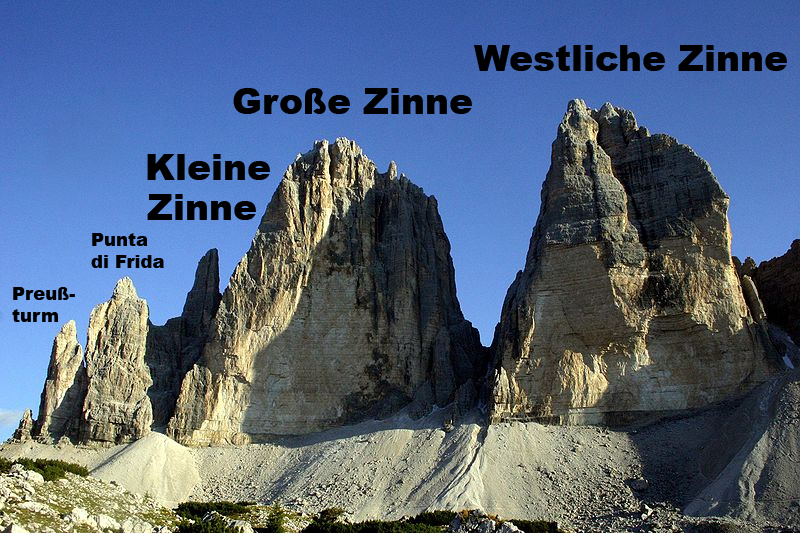
Три Зубца с запада, с Длинной долины

### Большая Цинне
Большая Цинне, расположенная посредине, является высочайшей вершиной группы (2999 м нум). Она имеет 500-метровую вертикальную или с отрицательным наклоном северную стену, которая порой причисляется к Крупным северным стенам Альп, хотя и не имеет ледяных проходов. Ее южная сторона значительно менее обрывчатая, имеет многочисленные полосы и террасы. По южной стене на вершину ведет самый простой (стандартный) маршрут, который имеет сложность III (UIAA) и также используется для схождения с горы. Другие известные маршруты скалолазание — по северо-восточному краю («Дибонаканте», IV+), «Дабистебаф» (V) по северо-восточной стене и «Дюльфер» (V+) по западной стене. Маршруты по северной стене значительно сложнее, в первую очередь это «Диреттиссима» (другое название «Хассе/Брандлер», VIII+ VI A2), «Саксонский маршрут» (другое название «Супердиреттиссима», V A2), «Виа Камиллотто Пеллесье» (X, V+ A2), «Комичи» (VII, V+ A0), «ISO 2000» (VIII+), «маршрут памяти Клаудио Барбье» (IX — A0), «Рододендрон» (нем. Alpenrose, IX-) и «Фантом Цинне» (IX+).
С востока от нее через малозначимую вершину Пирамида (ок. 2630 м нум), Цинненшарте (нем. Zinnenscharte, букв. «зарубки башни») расположена Имела Цинне, а с запада Большая Цинненшарте образует переход к Западной Цинны.

### Западная Цинне

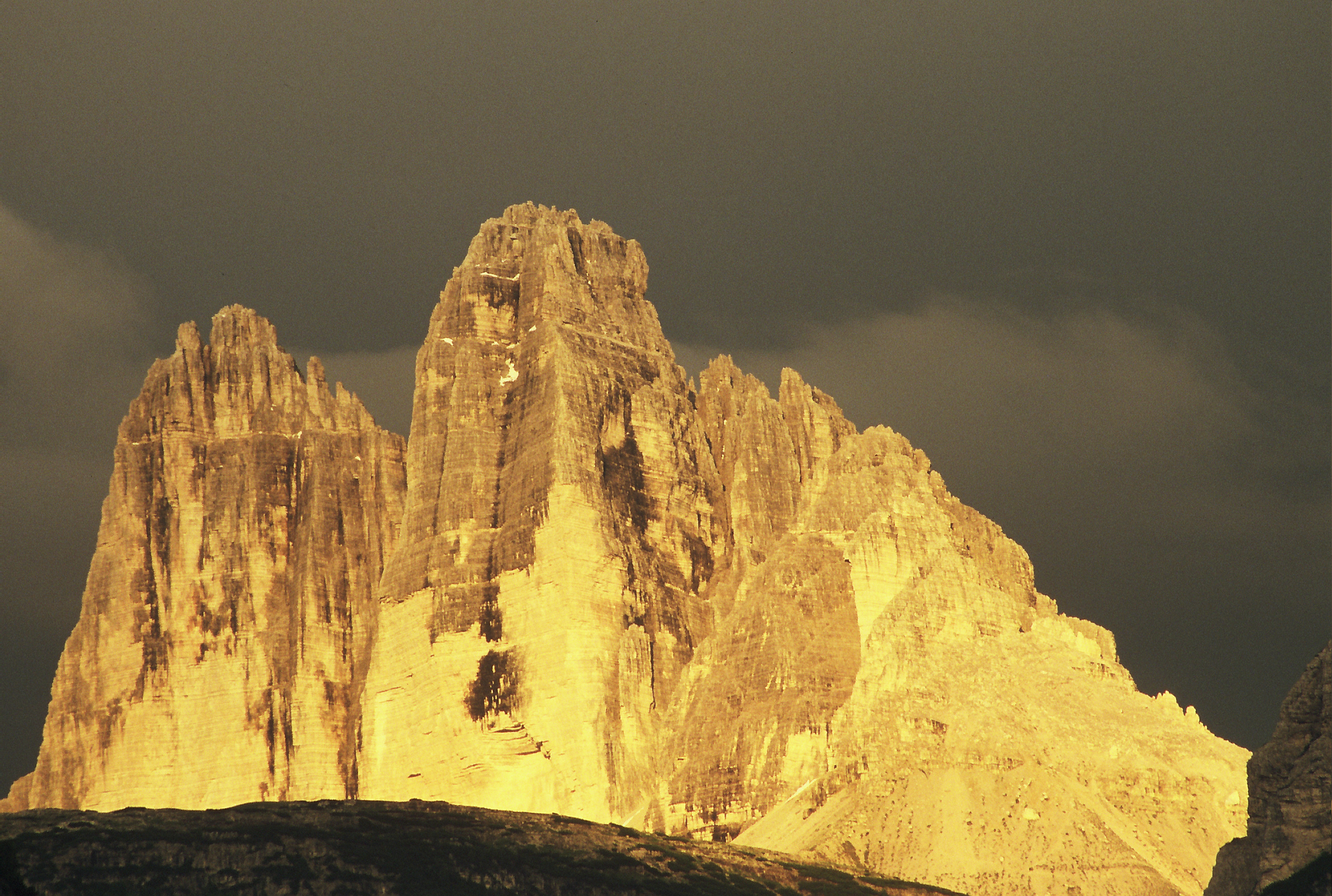
Вид поселения Ландро на Большую (слева) и Западную Цинне с подходами к ним

Западная Цинне высотой 2973м нум по форме похожа на Большую Цинне. Однако ее северная стена еще более нависающие участки с отрицательным уклоном, максимальный выступление которых по горизонтали составляет 40 над подножием стены, поэтому другим названием для северной стены Западной Цинне есть «Самый большой навес Альп», а за то, что этот навес формируется уступами из слоев доломита, ее часто также называют «перевернутыми гигантскими лестницами»; ее вид является одним из наиболее известных каменных образований Альп.
С юга и запада гора окружена массивными подходами — кряжем, который состоит из примерно десятка вершин высотой 2536—2865 м нум. Он отделен от Западной Цинны седловиной Кол ди Меццо.
Стандартный маршрут на Западную Цинне ведет от Западной Циннершартепо юго-западной стороне и имеет сложность II, он же используется для спуска. Важными альпинистскими маршрутами являются «Камин Дюльфера» (IV) на южной стене, «Иннеркофлер» (IV) на восточной стене, «Лангл/Лёшнер» (IV) на северо-восточной стене, «Демутканте» (северо-восточный кант, VII, V+ A0), «Дюльфер» (IV+) на западной стене и «Шояттолликанте» (VIII, V+ A2). Маршруты северной стены (сложные) — «Швейцарский маршрут» (VIII+, 6 A3), «Кассин/Ратти» (VIII, VI — A1), «Баур-Крыша» (VI+ A3), «Альпийская любовь» (IX), «маршрут памяти Жана Козе» (другое название «Французский маршрут», X, 5+ A3), «Беллависта» (XI-, IX A3), «ПанАрома» (XI-, IX A3) и «Pressknödl» (7c).

### Вершина Цинне, Пунта ди Фрида и Пройская башня

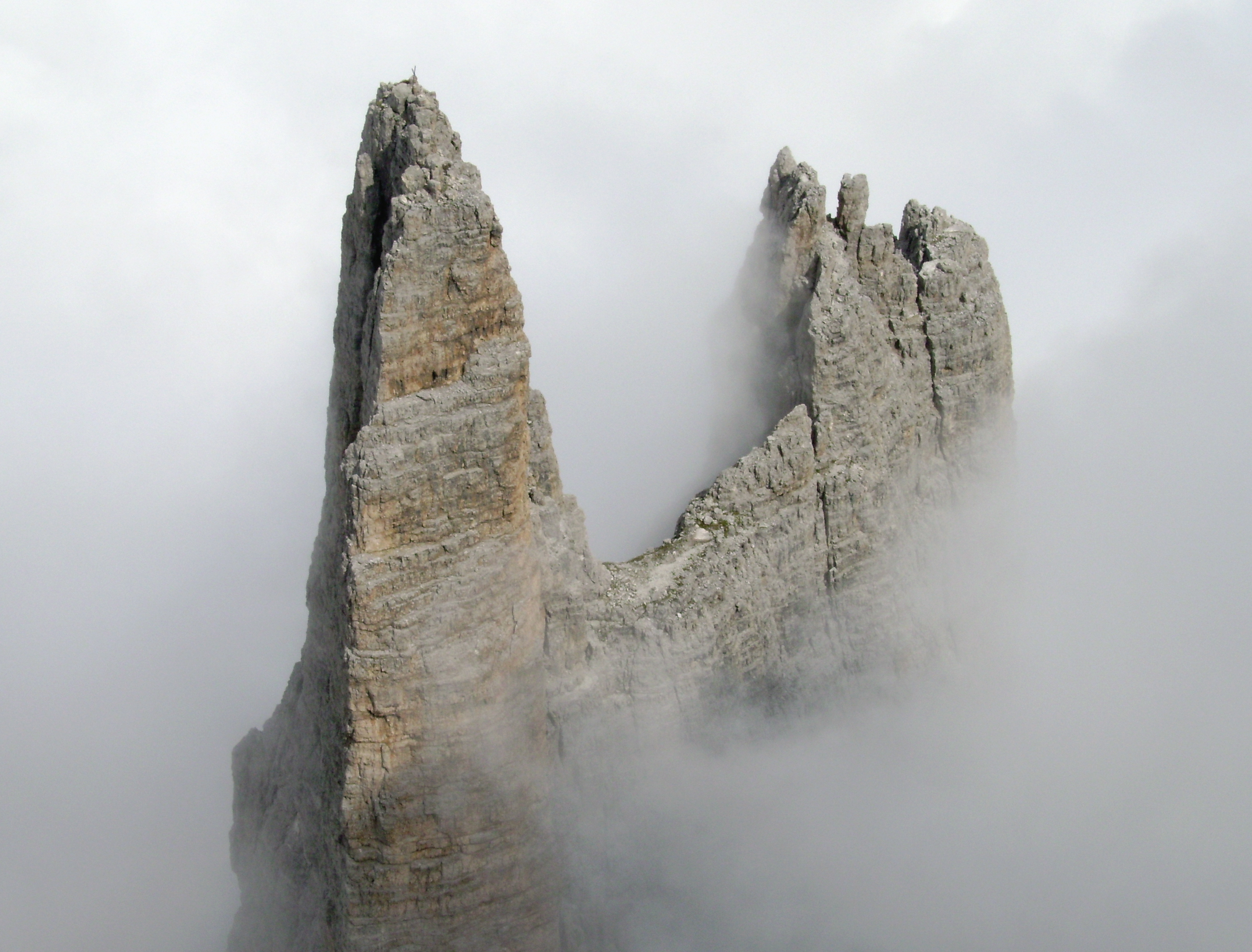
Вершина Малой Цинне, вид с северо-восточного канта («Дибонаканте») Большой Цинне. Дело меньшая вершина Античима. Вид на юго-западную стену со стандартным маршрутом

Массив Малой Цинне (2857 м нум) в сравнении с массивами двух других гор значительно более структурирован, его другими важными вершинам является Пунта ди Фрида (2 792 м нум) и Пройская башня (2 700 м нум). Также заслуживают внимания Антечима (итал. Anticima, букв. «передний зубец»), расположенная с юга перед Малой Цинне. Имела Цинне по форме также является значительная тоньше двух других.
Стандартный маршрут на вершину идет по юго-западной стене и со сложностью IV является самым сложным стандартным маршрутом для всего массива Трех Зубцов. Другие важные маршруты — «Желтый кант» (VI, V+ A0) по южному канту, «Иннеркофлер» (IV+) и «камин Ферманна» (V+) по северной стене, «Лангл/Хорн» (V) по восточной стене и «Орглер» (VI-), «Эггер/Саушек» (VI+, V+ A0), «Этци сходится с йети» (VIII+) и «Желтая стена» (другое название — «Жемчуг перед свиньями», IX-) на южной стене.
Стандартный маршрут на Пунта ди Фрида — с запада, сложность III, другие важные маршруты — «Дюльфер» (IV+) по северной стене и «Целгер» (IV) по юго-восточной.
Пройская башня, первоначально известная как самая Маленькая Цинне или Пунта д’Эмма, в 1928 году была переименована в честь ее первооткрывателя Пауля Пройса. Важные маршруты — «Пройсрисс» с северо-востока (V) и «Кассин» (VII—VI A0) и «Виа Нобиле» (IX+) по юго-восточной стене.

## Геология

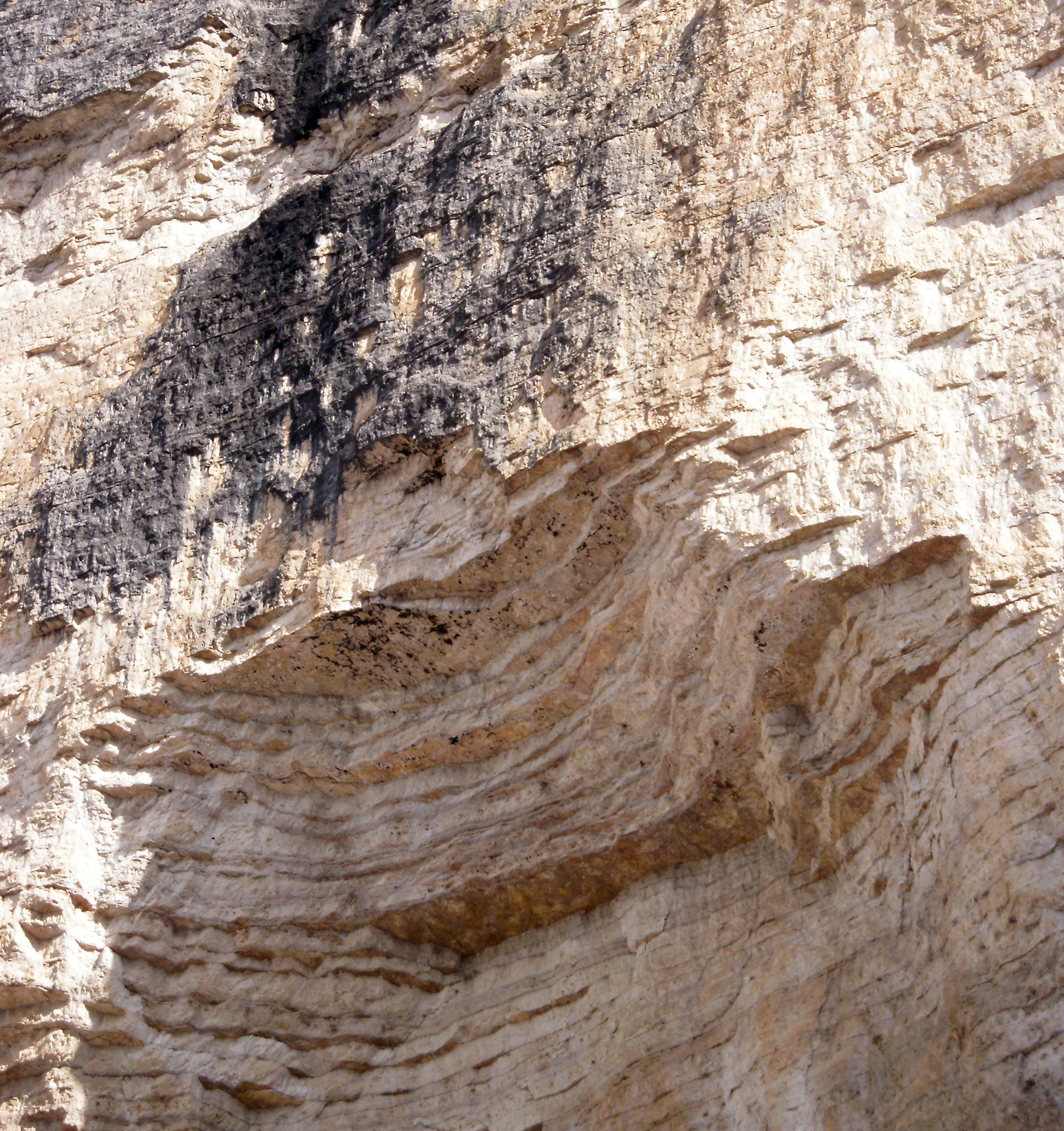
Северная стена Западной Цинне. Хорошо видны горизонтальные слои. В этом месте камнепады образовали куполообразную впадину размером до 40 метров. Над ней колонии цианобактерий окрасили камень в черный цвет.

Три Зубца состоят из так называемого главного доломита, который отложился в Триасовый период где-то 200—220 миллионов лет назад в процессе седиментации на мелководье древнего океана Тетис. Из ископаемых в нем в основном присутствуют остатки морских организмов, таких как мегалодонты и брюхоногие. В результате приливов и других изменений уровня моря, которые вызывали периодические периоды затопления и высыхания, и одновременного постепенного понижения уровня дна, осадки откладывались слоями. Поэтому камень Трех Зубцов имеет четкие и равномерные пласты, в которых отдельные слои доломита разделены тонкими прослойками глины.
Вертикальные трещины в горизонтально расположенных пластах вызывают прямоугольные разломы, которые можно хорошо видеть в кубических обломках в осыпях у подножия вертикальных стен. Главным механизмом эрозии является выветривание, которое вместе с постоянными камнепадами часто ведет к значительным обвалам. Так в 1948 году произошел крупный обвал на южной стене Большого Цинне, а в июле 1981 года обвалилась естественная арка между Наименьшей Цинне и Пройской башней.
Причиной значительных обвалов является нестабильность основания. Широкое плато Цинне, которое лежит в основе горной группы Трех Зубцов, сложено так называемым шлернским доломитом (образовался в период между аназием и карнием), по верху которого лежит морена с Вюрмского оледенения, которая составлена более склонными к эрозии райблскими пластами. Эрозия этих пластов постепенно лишает каменные башни Трех Зубцов их фундамента и ведет к обвалам отрытых частей, которые уже не имеют опоры. Этому процессу, который продолжается и до сих пор, Три Зубца обязаны своими вертикальными стенами и нависшими куполами северных стен.

## Климат, флора и фауна

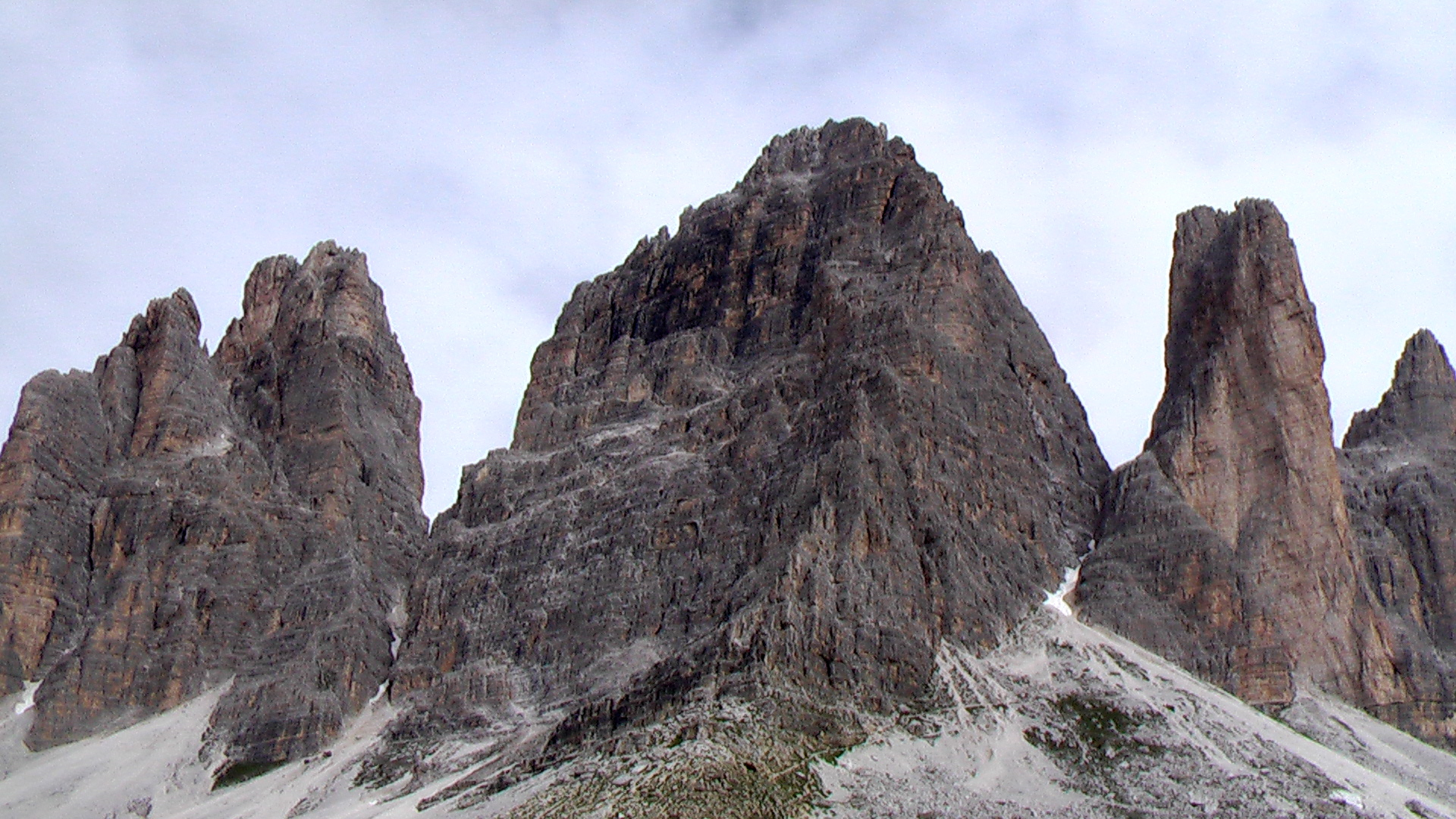
Три Зубца с юга

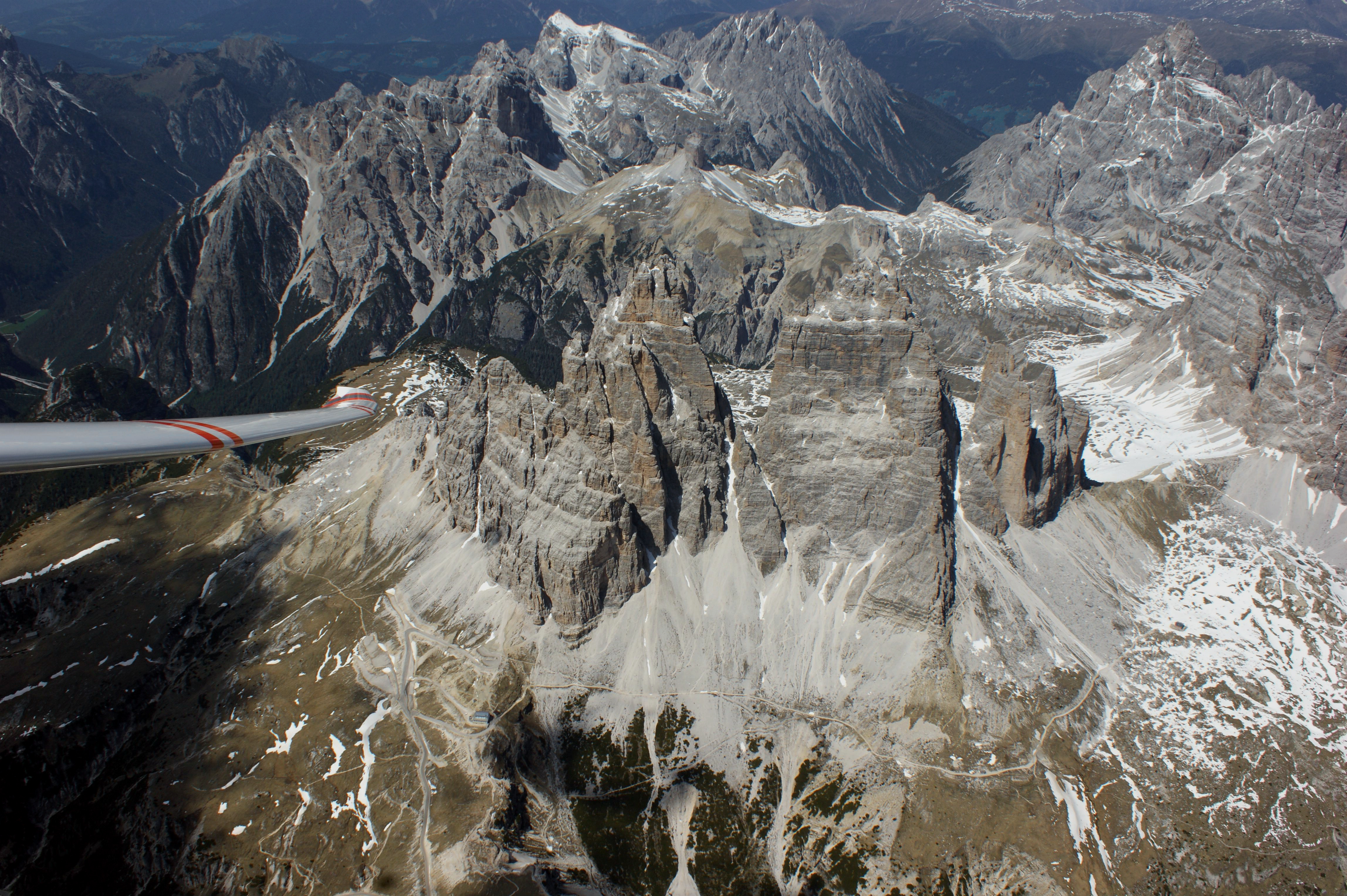
Южная сторона Трех Зубцов с воздуха

Секстенские Доломиты со всех сторон окружены другими горными группами. Такое защищенное расположение создает благоприятные климатические условия для этой высоты. Тем не менее здесь и в середине лета возможны резкие ухудшения погоды с похолоданием и осадками. В тенистых каньонах и под северными стенами снег остается до позднего лета, а иногда и целый год, однако оледенение здесь не бывает.
Травяные сообщества, называемые "альпийский ковер" (нем.: Die alpinen Matten) Райблской формации доминируют на территории вокруг Трех Зубцов, которая относится к альпийской высотной поясности. Плато вокруг Длинной долины является одним из немногих участков природного парка, где разрешен выпас скота. Альпийские пастбища и горные пастбища характерны большим богатством цветов. Среди других здесь встречаются «Campanula barbata», эдельвейс и «Gentiana clusii». Среди млекопитающих распространены сурок альпийский, на втором месте — заяц-беляк.. Другим жителем этих мест является серна, а вот козел альпийский здесь не встречается. Представителями птиц являются тундряная куропатка, ворон и беркут, а порой на эту высоту поднимается и филин обыкновенный. Гадюку обыкновенную, в частности ее швейцарский разновидность, можно здесь найти на необычной для рептилий высоте — до 2600 м нум
Растительность на крупных осыпях и южных склонах Зубцов представлена растениями арктической пустыни, которые приспособились к жизни на участках, которые постоянно двигаются. К ним относятся «Linaria alpina», щавель щитковый, «Noccaea rotundifolia», «Potentilla nitida» и «Papaver alpinum». В трещинах стен можно найти «Saxifraga squarrosa», «Kernera saxatilis», «Minuartia sedoides» и редкую «Paederota bonarota». На обрывистых тенистых северных стенах сосудистые растения не встречаются, а растительность представлена (кроме некоторых мхов и лишайников) большими коврами цианобактерий, особенно на выступлениях влаги, в форме характерных росчерков чернилами". Единственное млекопитающее, который поднимается здесь до зоны камней, — полевка снежная птицы стенолаз и галка альпийская охотятся здесь на насекомых.

## История

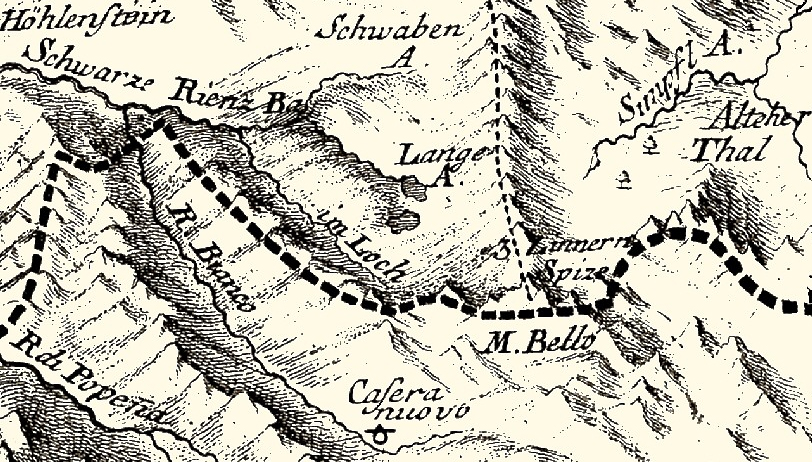
Три Цинне в Atlas Tyrolensis

### Первые покорения

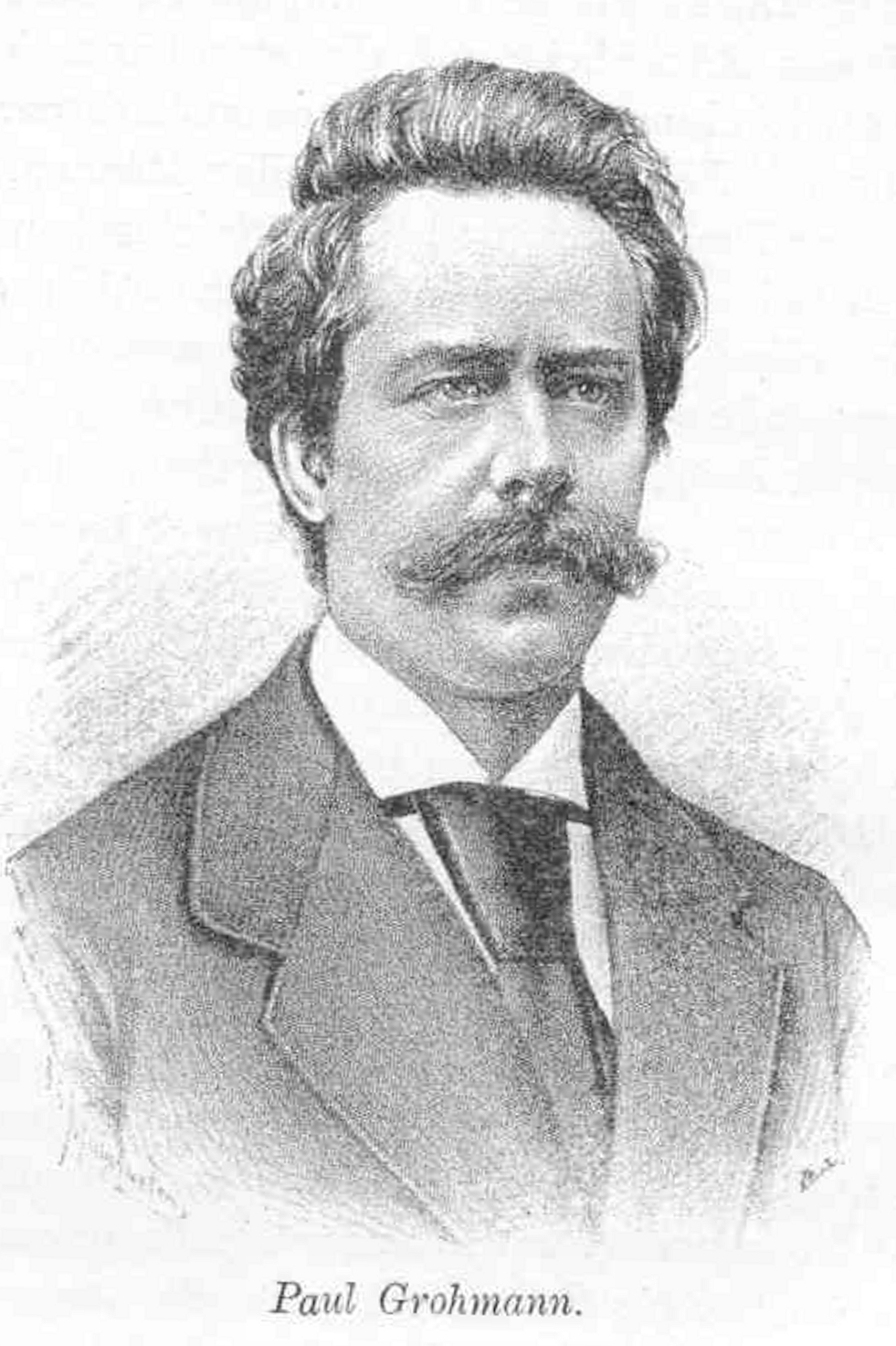
Пауль Грохманн, первооткрыватель Большой Цинне

В начале 19-го века. Доломиты (а с ними и Три Зубца) получали мало внимания от альпинистов, поскольку в это время шло покорение высоких гор Западных Альп. В центре интереса горы, больше предназначены не для классического альпинизма (пешего восхождения), а скалолазание, которое требует технических возможностей, оказались только после 1850 года. Этому способствовало покорению горы Пелмо Джоно Боллом 1857 года и открытия железной дороги через перевал Бреннер 1867 года.

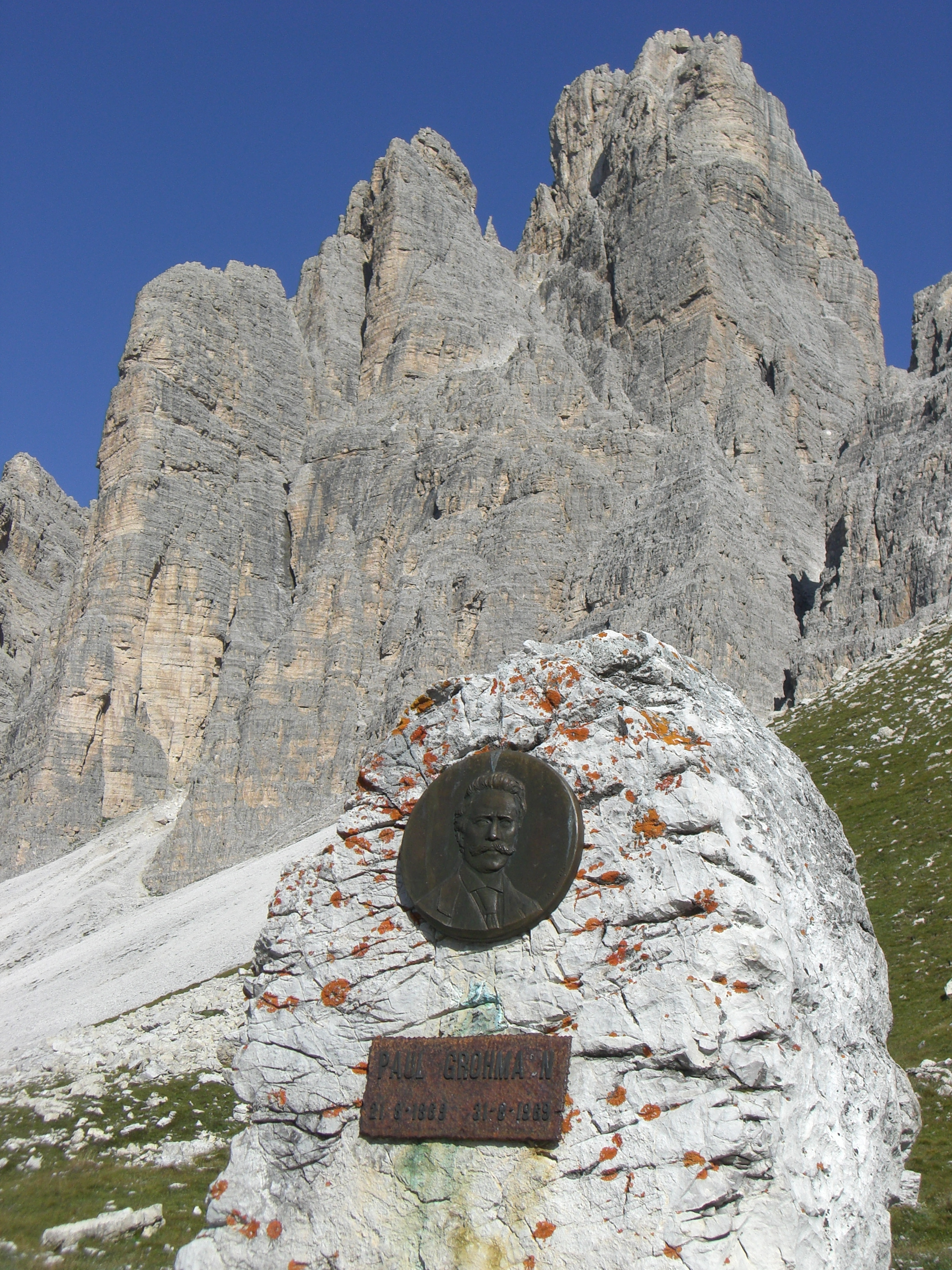
Памятный знак о первом покорении Великой Цинне на тропе между домом Ауронцо и седловиной Паттерн

Венский альпинист Пауль Грохман покорял Доломиты с 1862 года, известный первым покорением Трех Зубцов, которые он считал выдающимися не через их высоту, а за «смелость их формы». Для покорения Великой Цинне в августе 1869 года он привлек местных горных гидов Франца Иннеркофлера и Петера Залхера. Франца Иннеркофлер, который уже ранее принимал участие в первых восхождениях, привел группу на вершину горы 21 августа 1869 года уже при первой попытке меньше чем за три часа по современному стандартному маршруту (III), что почти соответствует современному рекомендованному времени прохождения этого маршрута. На основе измерений давления атмосферного воздуха Грохман определил высоту вершины в 3015 м нум.
Западная Цинне через меньшую высоту вызвала меньше интереса и была впервые покорена лишь через 10 лет, в августе 1879 года. Сначала Луиджи Орсолина и Густав Грёгер при восхождении в тумане приняли уступ на южном склоне за вершину, а уже через несколько дней, 32 августа, Михель Иннерколфер, двоюродный брат Франца, и Георг Плонер поднялись на самую высокую точку и исправили ошибку.
Имела Цинне из ее обривчатыми стенами долгое время считалась невозможной для подчинения. Первые две попытки 1878 года и 1881 года по северной стене были неудачными. Но 25 июля 1881 года Михель и Ганс Иннерколферы поднялись по юго-западной стороне на вершину всего за 1,5 часа (современные путеводители рекомендуют 2-3 часа). Это восхождение имело наивысшую сложность скалолазания из выполненных на то время (IV-й уровень сложности) и было важным этапом в развитии скалолазания на обрывистых скалах, которое имеет упор на спортивном компоненте.

### Прокладка новых маршрутов
В первые годы после первых покорений Трех Зубцов, на них продолжали восходить почти исключительно по стандартным маршрутам. Так состоялись первые женские восхождение (Анна Плонер 1874 году, второе восхождение на Большую Цинне; Ада фон Сермонета 1882 года на Малую Цинне; госпожа Эскерт 1884 года на Западную Цинне). Первое восхождение на одну из вершин Цинне без помощи местных горных гидов(Отто и Эмиль Цигмонди, Людвиг Пуртшеллер и Хайнрих Кехлин на Малую Цинне 1884 года) считается важным этапом развития альпинизма без гидов. Они не точно следовали маршруту первопроходца, а нашли новый вариант, который сегодня является стандартным маршрутом.
На то время внимание альпинизма сосредотачивалось на восхождении на вершину с наименьшими препятствиями, а поиск альтернативных новых сложных маршрутов очень медленно завоевывал благосклонность. Лишь в 1890 году был открыт значимый новый маршрут при восхождении по северной стене Малой Цинне Сеппо и Уайтом Иннерколферами и Гансом Гелверзеном, сложность которого IV+ сегодня только на полпункта выше стандартный маршрут, но тогда стало самым тяжелым скалолазанием в Доломитах. В последующие годы было пройдено много новых маршрутов. В 1907 году восхождением по восточной стене Малой Цинне Отто Лангл и Фердинад Горн открыли первым маршрут сложности V. Дибонаканте, сегодня самый любимый маршрут на Большой Цинне, был впервые пройден 1908 года Рыжие Эллером, но назван в честь Анжело Дибона, который прошел его в 1909 году. Маршрут Ганса Дюльфера 1913 года по западной стене Большого Цинне долгое время считался самым сложным на Трех Зубцах.

### Первая мировая война

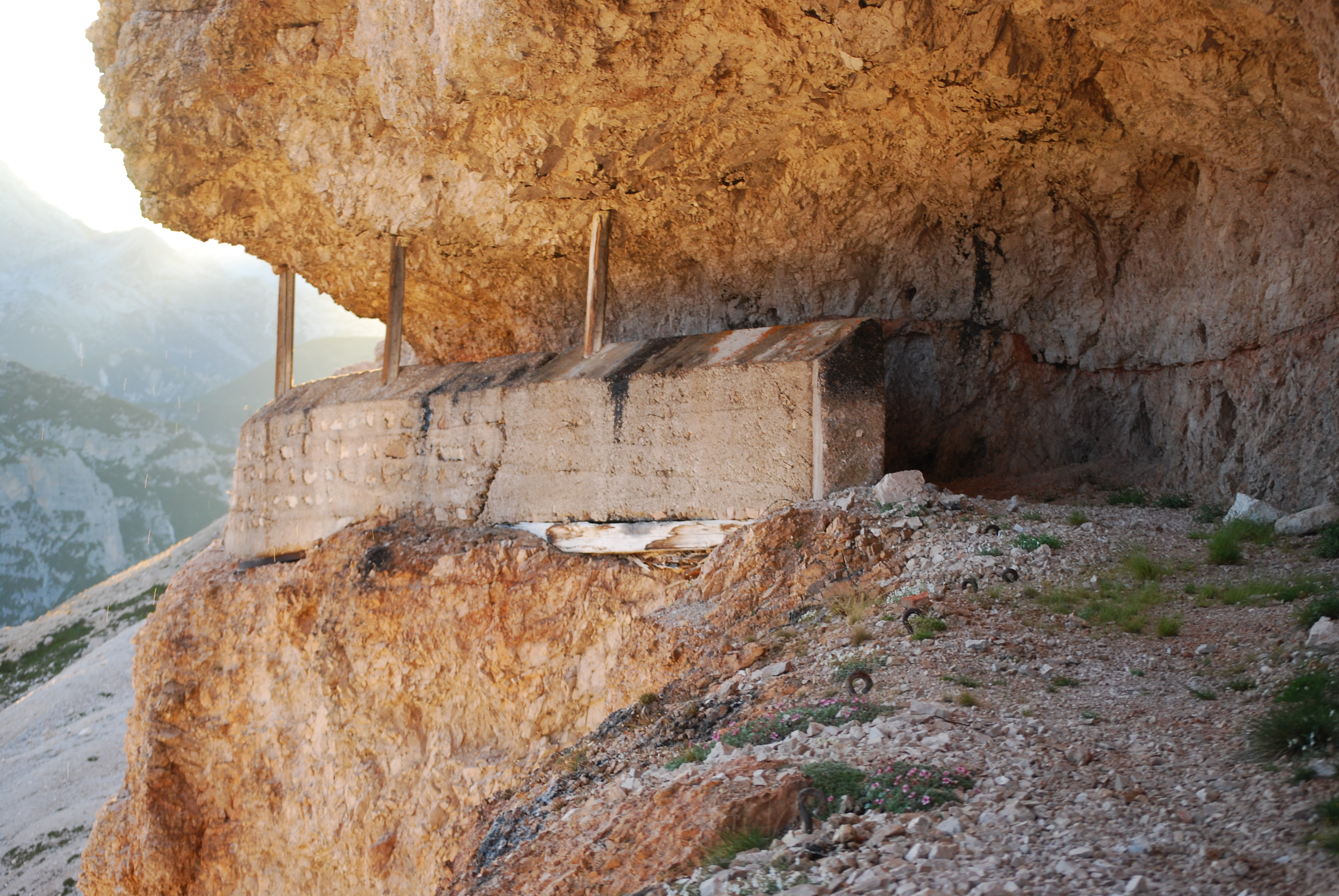
Остатки итальянских военных укреплений вблизи прибежища Ауронцо

После объявления Италией войны Австрии 23 мая 1915 уже через несколько дней началась Горная война вдоль линии гора Паттерн -седловина Патернсаттел-Три Зубца-седловина Кол ди Меццо, которая тогда была государственной границей и линией фронт. 25 мая итальянская артиллерия уничтожила убежище Три Зубца, а на следующий день австрийская артиллерия осуществила наступление на удерживаемый итальянцами Патернсаттель. При этом один патруль попытались достичь Восточной Цинненшарте, чтобы предотвратить укреплению итальянских войск альпийскими стрелками с седловины Кол ди Меццо. Однако из-за оледенения обрывчатой местности это не удалось, и в тот же день австрийские войска отступили с Патернсаттеля. За этим последовало расширение итальянских позиций, от Патернсаттеля до Пройской башни. В отличие от других гор недалеко, напр. Паттерна или Тоблингер Кнотен, в которых для войны были обустроены значительные укрепления и где происходили военные действия, на Трех Зубцах непосредственных боев почти не было. Зато их использовали как наблюдательные пункты стратегического значения, использование которых требовало альпинистских навыков. В июле 1915 года итальянская армия начала с большими усилиями транспортировать прожектор на вершину Великой Цинне. В ночь с 14 по 15 августа, он был введен в эксплуатацию и подсветил австрийские позиции на плато Цинне Также на верхнюю часть горы была доставлена пушка. На Шартах между Зубцами постоянно располагались итальянские патрули.
В ходе войны произошло развитие альпийских маршрутов поставок, которые стали основой технического развития транспортной сети этого региона. На юго-восток от Большого Цинне 1928 года на пути к Патернсаттелю были возведены военный мемориал и часовня Альпийских стрелков (итал. Cappella degli Alpini, 2314 м нум).

### Северные стены

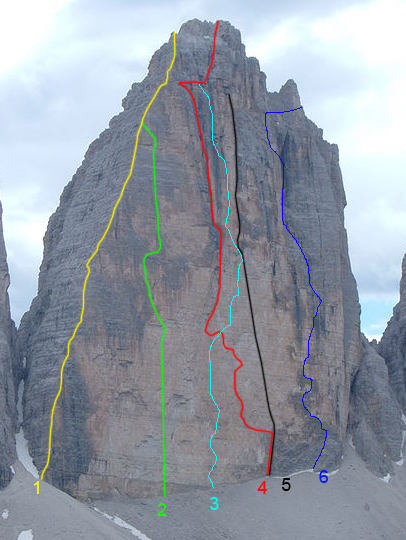
Известные маршруты по северной стене Большого Цинне: 1=Дибонаканте, 2=Виа Камиллотто Пелесье, 3=Призрак Цинне, 4=Хассе/Брандлер (Диреттиссима), 5=Саксонский маршрут (Супердиреттиссима), 6=Комичи/Димай

В первые годы после завершения Первой мировой войны на Трех Цинне не происходило почти никакой альпинистской деятельности. Лишь в 1930-е годы впервые появилась техническая возможность подъема на северные стены Большой и Западной Цинне. Так в 1933 году Фриц Демут, Фердинанд Перингер и Серр Лихтенеггер прошли по северо-восточному канту Западной Цинне (VI-й уровень сложности), а в августе того же года Эмилио Комичи с братьями Джузеппе и Анжело Димаи впервые поднялись по северной стене Большого Цинне (за три дня и две ночи). При этом они использовали много крюков и другого технического снаряжения, и поэтому их стиль живо обсуждался и осуждался сторонниками классического альпинизма как неэтичный. Некоторые из них считали восхождение «фарсом» и признаком, что северную стену невозможно пройти. В ответ на критику, Комичи повторно прошёл тем же маршрутом в 1937 году, но уже соло и преимущественно без верёвки.
В 1935 году впервые была преодолена северная стена Западной Цинне (Рикардо Кассином и Витторио Ратти), что стало самым тяжелым на то время маршруту на Трех Цинне. Того же года на вершине Большого Цинне был установлен трехметровый железный крест.

### Диретиссима
После Второй мировой войны технические вспомогательные средства, и в частности шлямбуры, стали более легкодоступные. Это позволило обустройство точек крепления независимо от природных структур камня, напр. разрывов, а с ними и прокладки прямых, ориентированных на линию падения, маршрутов. 6-10 июля 1958 года Дитрих Хассе, Лотар Брандлер, Зиги Лев и Йорг Лене, использовав 180 скальных крючьев и 14 шлямбуров, проложили прямой маршрут по северной стене Большой Цинне. Эта «Диреттиссима» (также «Хассе/Брандлер») определила скалолазания следующих лет, когда стиль диреттиссими стал идеалом и все пытались проложить маршрут ближе к «линии падения капли». Первые диреттиссими на Западной Цинне появились в 1959 году — «маршрут памяти Жана Козе» и «Швейцарский маршрут», который также стал первым, проложенным с касанием большого купола (с отрицательным уклоном). В январе 1963 года на Большом Цинне была пройдена «Супердиреттиссима» «(Саксонский путь)», которая уже почти не имела отклонений от линии падения. В 1967 году был пройден маршрут «Виа Камиллотто Пелезье» на Большом Цинне, для чего понадобилось 340 шлямбуров, а в 1968 году впервые было прямо пройдено через купол Западной Цинне.

### Современное спортивное скалолазание

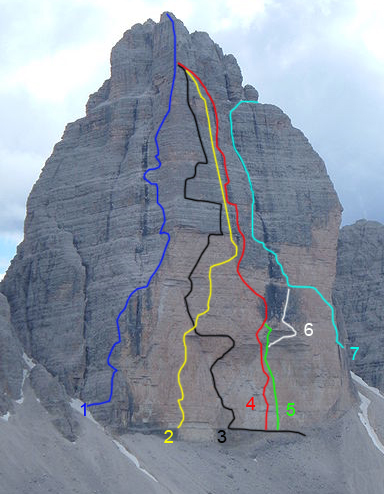
Некоторые маршруты по Западной Цинне: 1 = Демутканте, 2 = Альпийская любовь, 3 = Французский маршрут, 4 = Швейцарский маршрут, 5 = Беллависта, 6 = Господин Арома, 7 = Кассин/Ратти

В 1970-е годы восхождение со значительной помощью технических средств подвергались все большей критики, а идея свободного скалолазания приобретала все большую популярность. Поэтому начались попытки пройти технические маршруты по северным стенах Трех Цинне без помощи крючьев. В 1978 году так был пройден маршрут «Комичи», 1979 года — «Кассин». В последующие годы состоялись восхождения и по других сложных маршрутах, в том числе 1999 года по «маршруту памяти Жана Козе» и 2003 года «Виа Камиллотто Пелезье». Первым новым маршрутом свободного скалолазания по северным стенам стал 1988 года «Рододендрон» (Михаль и Мирослав Кубаль), за ним последовали «Призрак Цинне» 1995 года на Большом Цинне и «Альпийская любовь» 1998 года на Западной Цинне. С позже известным как «Желтая стена» маршруту «Жемчуг перед свиньями» (1996 р.) и «Виа Нобиле» (1997 р.) Курт Альберт и Стефан Гловац создали оснащен многочисленными шляйбурами маршруты современного спортивного скалолазания.
В марте 2000 года Александр Хубер открыл «Беллависта», маршрут по краю купола Баур на Западном Цинне, оснащенный лишь скальными крюками. Это был первый альпийский маршрут XI-го уровня сложности, который и сегодня остается одним из самых сложных в мире маршрутов альпийского скалолазания. 2007 года Губер проложил «Господин Арома», маршрут той же сложности, но прямо по зоне купола.

### Серийные подъемы
Малые расстояния между вершинами Трех Зубцов уже достаточно рано предоставляли возможность для осуществления серийных подъемов (фр. Enchaînement). Уже в 1881 году Деметер Диамантиды с гидами Михелем и Гансом Иннеркофлерами поднялись за один день на все три вершины. В 1955 году Готфрид Мейр и Тони Эггер впервые поднялись за один день маршрутам «Комичи» и «Кассин» двумя северными стенами, а в 1961 Клаудио Барбье соло за один день поднялся по северных стенах всех Трех Зубцов, а также Пунта ди Фрда и Пройской башни. Томас Бубендорфер 1988 года за один день поднялся всеми тремя северными стенами Трех Зубьев, а также на вершине Мармолада и Пордойшпитце, однако стиль его восхождений был подвергнут критике, ведь он объединил маршруты с помощью вертолета. В 2008 году Томас Хубер скомбинировал сложные подъемы по северным стенам маршрутам «Альпенлибе», «Фантом Цинне» и «Этци встречает Йети» за один день, где он спускался с помощью бейс-джампинга.
17 марта 2014 года швейцарцы Ули Штэк и Михаэль Вольлебен поднялись за один день тремя классическими маршрутами по северных стенах в зимний сезон, совместив «Кассин» на Западной Цинне, «Комичи» на Большом Цинне и «Иннерколфер» на Малой Цинне

### Одиночные подъёмы
Уже в 1937 году Эмилио Комичи повторил восхождение маршрутом по северной стене наедине, при этом значительную часть пути он не пользовался веревкой. 1959 года Клаудио Барбье прошел соло маршрут «Кассин». При этих соло-подъемах еще прибегали к помощи крюков, хотя в 1972 году Ганс Мариахер поднимался по северным стенам преимущественно свободно (то есть без технических средств). 2002 Александр Хубер поднялся соло свободно по Диреттиссими «Хассе/Брандлера», что тогда стал одним из самых сложных подъемов в таком стиле в мире. 9 августа 2010 года Ули Штек за один день соло свободно поднялся маршрутам «Кассин» на Пройскую башню, «Желтая Канта» на Малую Цинне и «Комичи» на Большую Цинне.

### Массовый туризм и маркетинг
В сознании общественности Три Зубца до 19-го века. не имели особой роли, настолько, что в отличие от других примечательных скальных образований, о Зубцы не известно никакой легенды. В путеводителях начала 19-го века. можно найти лишь общее их описание с большого расстояния. Начиная со второй половины 19-го века. верховья долины Пустер стали местом летнего отдыха. Определенной международной Трем сведения Цинне предоставили описания путешествий «Доломиты» 1864 года Джосаи Гилберта и Дж. Ч.Черчилля и «Девственные пики и невидвидувани долины. Прогулка Доломитами посреди лета» 1873. Амелии Эдвардс. Кроме того, в это время в моду вошли открытки с видами, которые стали основой для быстрого роста популярности Трех Шипов за пределами альпинистских кругов. В Холенштайни, единственном поселении долины с видом северные стены Цинне, появился ряд люксовых отелей.
Первая мировая война остановила туризм, но изображения битв на плато Цинне повысили узнаваемость гор. В военной пропаганды Цинне с обеих сторон использовались как символы гор, как обозначение границы и крепости. Известным есть фото захоронения 1918 года Зеппа Иннерколфера, который погиб в 1915 году на горе Паттерн. Представление похоронной процессии на фоне Цинне служили объявлению Иннерколфера мучеником и изменению мифа гор. В последующие времена фашизмпатриотические южно-тирольские движения превратили Три Цинне в икону единого Тироля, когда изображение гор получили религиозную и политическую символику. Особый вклад в популяризацию вида Трех Цинне сделала пейзажная фотография, которая в это время приобрела расцвета в Южном Тироле. Самый первый взгляд политически нейтральные фото гор передавали политическое послание, которое открыто в фашистском государстве выразить было невозможно.
Уже с 1900 года известные использование Трех Зубцов в рекламы. В первую очередь производители пищевой продукции из ближайшего окружения используют Три Зубца как часть названия: так городок Доббьяко рекламирует себя как «сообщество Трех Зубцов». А с 1998 года горный забег от Сестена в убежище Три Цинне длиной 20 км имеет название «марафон Три Цинне». В рекламе массового туризма Южного Тироля Три Зубца является частым сюжетом. А итальянская почта в рамках серии «Туризм» выпустила почтовую марку с рисунком гор Стилизованные изображения Зубцов можно увидеть в логотипах многих фирм.

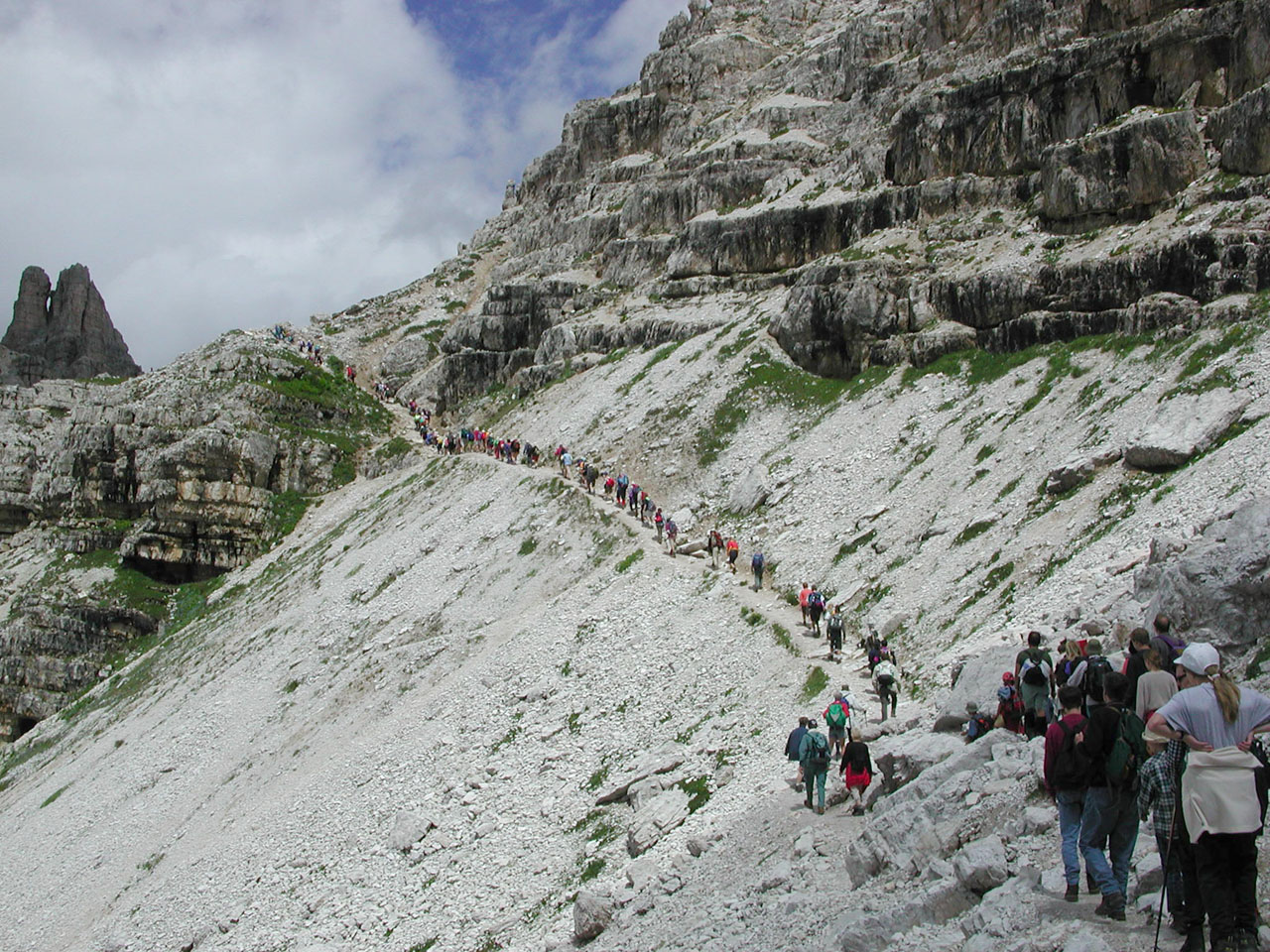
Туристы на пути в убежище Три Цинне

Пешеходный туризм пережил первый расцвет в начале 20-го века. 1908 года более 2000 человек посетило приют Три Цинне, построенный 1881 г.. Во время между мировыми войнами туристический поток зале увеличивался, а после Второй мировой войны много старых военных дорог были приспособлены для туристических целей, что дальше увеличило количество посетителей.
Окружение Трех Цинне является одним из самых любимых мест для пешеходного туризма в Доломитах, поскольку территория легко доступна по пути к убежищу Ауронцо. Путь от убежища Ауронцо до седловины Патернсаттель и в убежище Три Ценные очень хорошо оборудован и имеет небольшой перепад высот. Он легкий для прохождения даже неопытными туристами, и поэтому в некоторые дни на нем образуются настоящие «пробки».